# Nathaniel Kleitman
Nathaniel Kleitman (ur. 26 kwietnia 1895 w Kiszyniowie, zm. 13 sierpnia 1999) – amerykański fizjolog. W 1915 roku emigrował do USA. Studiował na University of Chicago, tytuł PhD otrzymał w 1923 roku. W 1939 opublikował pracę Sleep and Wakefulness, za sprawą której uznawany jest za pioniera badań nad snem. Jego uczniami byli Eugene Aserinsky i William Charles Dement.